# Tyranni
I Tyranni (Wetmore & Miller,1926), noti anche come Suboscines, sono un sottordine di uccelli passeriformi comprendente all'incirca un migliaio di specie, la maggior parte delle quali diffusa in America del Sud.

## Distribuzione e habitat
Gli appartenenti a questo sottordine hanno diffusione molto ampia e piuttosto differente: mentre infatti eurilaimi e affini popolano l'Africa centro-meridionale (Madagascar compreso), il subcontinente indiano e il Sud-est asiatico (con una singola specie, Sapayoa aenigma, diffusa anche in America), i tiranni propriamente detti e gli uccelli a essi affini sono uccelli propriamente centro e sudamericani, con alcune specie diffuse anche in Nordamerica. In un areale così vasto, le varie specie si sono adattate agli ambienti più disparati, sempre nell'ambito di un clima temperato subtropicale o tropicale.

## Descrizione
I tiranni si presentano in varie forme, dal piccolo tiranno pigmeo dalla coda corta (Myiornis ecaudatus) che non misura più di 6,5 cm, alle grosse specie di Tyrannidae che raggiungono i 30 cm, con alcune specie munite di lunghe code che superano addirittura i 40 cm: la maggior parte delle specie non supera tuttavia i 20 cm di lunghezza. La livrea è generalmente sobria, dominata dai toni del grigio, del bruno, del nero e del biancastro, ma non mancano specie con appariscenti disegni rossi, verdi o gialli più o meno estesi.
Nonostante la relativa varietà di forme, tutti gli appartenenti al sottordine sono caratterizzati da strutture in linea di massima più primitive rispetto agli uccelli canori: in particolare l'apparato vocale è molto meno complesso, con siringe assai meno sviluppato: per questo motivo, essi sono conosciuti anche col nome di Suboscines, ossia "al di sotto degli oscini".

## Biologia
Fra i tiranni si annoverano perlopiù uccelli diurni, tendenzialmente solitari (anche se molte specie possono essere frequentemente osservate in coppie o gruppetti, anche assieme a esemplari di altre specie) e dalla dieta composta da frutta e insetti in percentuali differenti a seconda della specie.

## Tassonomia
La classificazione degli uccelli di Sibley e Ahlquist inseriva nel raggruppamento dei Tyranni o Suboscines anche gli Acantisittidi neozelandesi, oggi considerati come un sottordine a sé stante, e suddivideva geograficamente i Suboscines in un clade del Vecchio Mondo (Eurylaimides) e in uno del Nuovo Mondo (Tyrannides); a questa suddivisione geografica faceva eccezione il sudamericano manachino beccolargo (Sapayoa aenigma) che nella classificazione di Sibley-Ahlquist veniva collocato in una famiglia monotipica a sé stante (Sapayoidae), e che oggi viene classificato tra gli Eurylaimidae.

I Tyrannides venivano ulteriormente suddivisi da Sybley e Alquist in tre parvordini: Tyrannida, Furnariida e Tamnophilida. La metodologia adottata da Sibley e Alquist si è rivelata nel tempo poco attendibile nella definizione della filogenesi dei Suboscines. Se da un lato il carattere monofiletico del raggruppamento degli Eurylaimides è stato confermato dagli studi successivi, la suddivisione dei Tyrannides in tre parvordini non è stata convalidata e si è affermata una più semplice suddivisione dicotomica fra un raggruppamento facente capo ai Furnariidae (contenente anche le famiglie Conopophagidae, Formicariidae, Grallariidae, Melanopareiidae, Rhinocryptidae e Thamnophilidae), sovrapponibile al taxon obsoleto dei "tracheofoni", ed uno facente capo ai Tyrannidae (contenente anche le famiglie Cotingidae, Pipridae e Tityridae), identificabile col taxon obsoleto dei "broncofoni". Alcuni autori hanno proposto di denominare questi due raggruppamenti rispettivamente Furnarii e Tyranni ma si è obiettato che ciò rischierebbe di generare confusione con la denominazione proposta da Sibley and Ahlquist, che attribuivano la denominazione di Tyranni all'intero sottordine.
Scartata la suddivisione in parvordini i due raggruppamenti potrebbero essere considerati al rango di superfamiglie (rispettivamente Furnarioidea e Tyrannoidea) ovvero a quello di infraordini: in base a questa suddivisione, che qui seguiremo, i "tracheofoni" vengono classificati come Furnariides mentre i "broncofoni" vengono inquadrati come Tyrannides.
| Suboscines del Vecchio Mondo | Eurylaimides                                               |
|                              | Eurylaimides                                               |
| Suboscines del Nuovo Mondo   | \| \| Furnariides \| \| \| \| \| \| Tyrannides \| \| \| \| |
|                              | \| \| Furnariides \| \| \| \| \| \| Tyrannides \| \| \| \| |
|                              | Furnariides                                                |
|                              |                                                            |
|                              | Tyrannides                                                 |
|                              |                                                            |

|  | Furnariides |
|  |             |
|  | Tyrannides  |
|  |             |

| Suboscines del Vecchio Mondo | Eurylaimides                                               |
|                              | Eurylaimides                                               |
| Suboscines del Nuovo Mondo   | \| \| Furnariides \| \| \| \| \| \| Tyrannides \| \| \| \| |
|                              | \| \| Furnariides \| \| \| \| \| \| Tyrannides \| \| \| \| |
|                              | Furnariides                                                |
|                              |                                                            |
|                              | Tyrannides                                                 |
|                              |                                                            |

|  | Furnariides |
|  |             |
|  | Tyrannides  |
|  |             |

| Suboscines del Vecchio Mondo | Eurylaimides                                               |
|                              | Eurylaimides                                               |
| Suboscines del Nuovo Mondo   | \| \| Furnariides \| \| \| \| \| \| Tyrannides \| \| \| \| |
|                              | \| \| Furnariides \| \| \| \| \| \| Tyrannides \| \| \| \| |
|                              | Furnariides                                                |
|                              |                                                            |
|                              | Tyrannides                                                 |
|                              |                                                            |

|  | Furnariides |
|  |             |
|  | Tyrannides  |
|  |             |

| Suboscines del Vecchio Mondo | Eurylaimides                                               |
|                              | Eurylaimides                                               |
| Suboscines del Nuovo Mondo   | \| \| Furnariides \| \| \| \| \| \| Tyrannides \| \| \| \| |
|                              | \| \| Furnariides \| \| \| \| \| \| Tyrannides \| \| \| \| |
|                              | Furnariides                                                |
|                              |                                                            |
|                              | Tyrannides                                                 |
|                              |                                                            |

|  | Furnariides |
|  |             |
|  | Tyrannides  |
|  |             |

La classificazione dei Tyranni che viene qui utilizzata, facendo riferimento per quanto riguarda famiglie, generi e specie, alla classificazione del Congresso Ornitologico Internazionale (ottobre 2014),  è pertanto la seguente:
- sottordine Tyranni o Suboscines
  - infraordine Eurylaimides
    - famiglia Eurylaimidae Lesson, 1831 (20 spp.)
    - famiglia Pittidae Swainson, 1831 (33 spp.)

  - infraordine Furnariides
    - famiglia Furnariidae G.R.Gray, 1840 (307 spp.)
    - famiglia Thamnophilidae Swainson, 1824 (232 spp.)
    - famiglia Formicariidae G.R.Gray, 1840 (12 spp.)
    - famiglia Grallariidae P.L.Sclater & Salvin, 1873 (51 spp.)
    - famiglia Conopophagidae P.L.Sclater & Salvin, 1873 (11 spp.)
    - famiglia Rhinocryptidae Wetmore, 1930 (57 spp.)
    - famiglia Melanopareiidae Ericson et al., 2010 (4 spp.)

  - infraordine Tyrannides
    - famiglia Tyrannidae Vigors, 1825 (428 spp.)
    - famiglia Cotingidae Bonaparte, 1849 (65 spp.)
    - famiglia Pipridae Rafinesque, 1815 (52 spp.)
    - famiglia Tityridae G.R.Gray, 1840 (45 spp.)